# Бразильская популярная музыка
Бразильская популярная музыка (порт. Música Popular Brasileira, сокращённо MPB) — название, данное сегодня поп-музыке из Бразилии, где «поп» можно приравнять к «популярной». Связь с традиционной бразильской музыкой является важной определяющей чертой, хотя зарубежные стили, такие как рок или регги, также интегрированы в различные течения бразильской музыки. Для бразильцев MPB — это nossa música («наша музыка»), тесно связанная с их культурным и национальным самосознанием. К MPB прислушиваются представители всех возрастных групп и социальных классов. В Бразилии разделение между развлечениями и серьезной музыкой (порт. Música Erudita Brasileira), которое распространено в западных культурах, не столь ярко выражено.
Термин "Música Popular Brasileira" был придуман в 1960-х годах, вскоре после появления босса-новы, которая объединила интеллектуальную, студенчески ориентированную сцену музыкантов и слушателей. Современная MPB очень богата стилями, и этот термин продолжает расширяться по мере того, как признанные артисты MPB включают в свой репертуар новые влияния и стили, которые известны только на региональном уровне, что делает их популярными по всей Бразилии и, в некоторых случаях, по всему миру. В отличие от музыкальных стилей, известных только на региональном уровне, MPB-артисты продаются по всему миру крупными международными музыкальными лейблами. Но это также меняется в контексте так называемой этнической музыки (англ. world music): даже такие региональные стили, как forró, сейчас находят аудиторию в Европе и Северной Америке.
Видные представители MPB: (по алфавиту)
- Луис Бонфа;
- Шику Буарки;
- Каэтану Велозу;
- Жилберту Жил;
- Жуан Жилберту;
- Антониу Карлос Жобин;
- Нара Леан;
- Иван Линс;
- Карлос Лира;
- Роберту Менескаль;
- Миуша (Miúcha, наст. имя — Heloísa Maria Buarque de Hollanda)
- Милтон Насименту;
- Баден Пауэлл;
- Лейла Пинейру;
- Токиньо (Toquinho, наст. имя — Antonio Pecci Filho);
- Элис Режина.